# Перець алеппо
Пе́рець але́ппо (араб. فلفل حلبي), перець халябі (халебі) — спеція зі стручкового перцю Capsicum annuum (var. annuum). Використовується в східній і середземноморській кухні. Виробляється в Сирії і Туреччині, назва походить від міста Алеппо.
Спецію готують із дрібних (3—6 см) плодів солодкого перцю, помірно гострих і конічних за формою, що ростуть у Сирії та Туреччині. Визрілі до темно-червоного (бургундського) кольору плоди ріжуть вздовж навпіл, ретельно очищають від насіння і перегородок. Половинки перцю сушать на відкритому сонці протягом декількох днів. Висушений перець подрібнюють на порошок або пластівці і перетирають з оливковою олією, щоб вона повністю ввібралася, іноді додають сіль.
У Туреччині подрібнений перець алеппо продається під назвою пул-бібер (тур. pul biber), зазвичай на вагу. Спеція помірно гостра (пекучість за шкалою Сковіла близько 10 000), зі збалансованим смаком, замінити який не можуть ні червоний перець, ні каєнський. Смак перцю алеппо м'який, із фруктово-родзинковими тонами і легким відтінком куміну й висушених на сонці томатів, він дещо маслянистіший і солонуватіший, ніж смак перцю чилі.
Підходить до будь-яких овочевих страв, зокрема до хумусу, салатів, печених овочів і навіть дині. Страви посипають перцем, подаючи на стіл, також його ставлять на стіл у маленьких піалах-перчанках.
Викликає звикання.